# Porta Romana (Nocera Superiore)
(Pompei, vestibolo dell'atrio servile, Casa del Menandro.)
Porta Romana o Portaromana (Porta Rumane in dialetto locale) è una frazione di Nocera Superiore.

## Geografia
Zona molto estesa, addossata alla periferia della città, confina con parte del rione di Grotti, arrivando a toccare le aree di Sant'Onofrio, San Clemente e San Pietro, nonché con le località Fiuminale e Starza.

## Storia

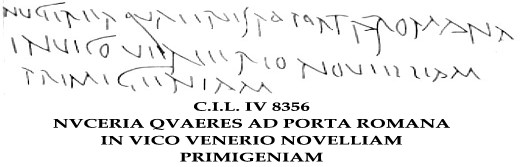
Iscrizione pompeiana che indica la locazione di Novellia Primigenia in Porta Romana

### Epoca antica
L'area si è sviluppata nella città di Nuceria Alfaterna, nei pressi della porta urbana detta appunto Romana, tale porta dava sulla via "Nuceria-Pompeios", strada che proseguiva verso Napoli, Pozzuoli e di qui a Roma.
Nella vasta zona, poco distante dall'anfiteatro, era attivo il quartiere detto di Venere, dove viveva ed esercitava la sua professione da mima Novellia Primigenia, un'iscrizione trovata nella Casa del Menandro a Pompei, indica l'ubicazione di tale quartiere.
Dei reperti di un vasto complesso esplorato dagli scavatori borbonici presso questa frazione, non si conserva purtroppo che una sommaria descrizione.
In uno scavo del 1840, è emersa una statuetta bronzea di una Venere Anadiomene, copia di un'originale del IV secolo.
Diversi scavi eseguiti tra la fine del XX e l'inizio del XXI secolo diversi scavi hanno rivelato la presenza di una domus e diversi reperti, lungo l'area dell'attuale mercato settimanale.

### Medioevo e Rinascimento
Caduta la città di Nuceria nel 601 in mano longobarda, l'area sfruttò la sua strategica posizione a ridosso dell'antica via commerciale e dell'antico centro urbano anche nei secoli a venire, in epoca longobarda vi era ancora intatta una delle torri di ricognizione dell'antica Nuceria. Intorno al XV secolo divenne parte dell'Università di Nocera Corpo, le famiglie potenti che si svilupparono qui furono i Cioffi ed i Soriente.

### Età moderna e contemporanea
Nel 1806 Porta Romana divenne prima parte del comune di Nocera Corpo (fino al 1834), poi parte di Nocera Superiore dal 1851.
Per opera dei sovrani borbonici, in quest'area vennero alla luce diversi reperti d'epoca romana, oggi quasi tutti andati persi. 1883 le suore dell'ordine della Madonna Addolorata, eressero qui il loro istituto (tuttora presente), in sostituzione di quello preesistente ubicato in Casolla di Nocera Inferiore, nel 1908 la famiglia Cioffi eresse una cappella dedicata a Sant'Anna, santa titolare della frazione.
Nel dopoguerra, Porta Romana divenne un polo industriale ed urbanistico della città.

## Congrega delle Suore di Maria Addolorata

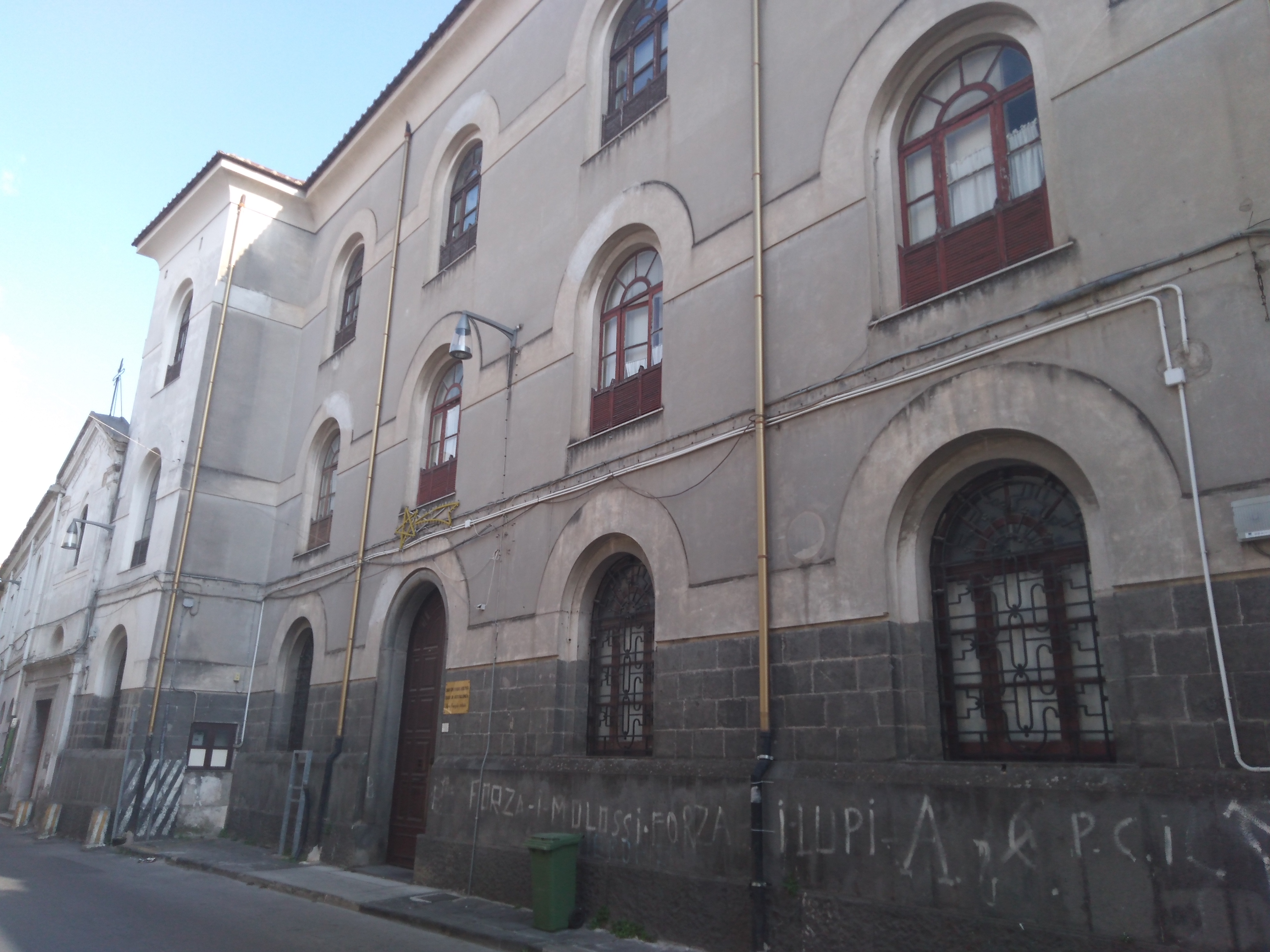
Prospetto dell'edificio

Nel 1883 Madre Maria Consiglia Addatis, che aveva fondato un istituto per le bambine povere circa dieci anni prima nel borgo di Casolla, trasferì l'istituto presso Porta Romana dove poi morì e fu sepolta. L'attuale struttura è composta da un ampio porticato interno, con la presenza di diverse lavorazioni d'epoca. L'ordine fu riconosciuto con il nome di Suore serve di Maria Addolorata di Nocera de' Pagani, nel XXI secolo, la sede della congregazione fu spostata a Roma.
Attualmente l'istituto è divenuto una casa di accoglienza.

## Cultura
Legata alla cultura della frazione, è la festa in onore della santa titolare, Sant'Anna, che si tiene nella piazza di Porta Romana ogni 26 luglio.
In estate, nella zona adibita all'area mercatale, vi si tiene la rinomata Festa della Pizza.

## Infrastrutture e trasporti
A Nord di Porta Romama è stata costruito nel 2000 il P.M. Torricchio stazione di servizio lungo la Linea a monte del Vesuvio.